# Мобер-Фонтен
Мобе́р-Фонте́н (фр. Maubert-Fontaine) — коммуна во Франции, находится в регионе Шампань — Арденны. Департамент — Арденны. Входит в состав кантона Рокруа. Округ коммуны — Шарлевиль-Мезьер.
Код INSEE коммуны — 08282.
Коммуна расположена приблизительно в 190 км к северо-востоку от Парижа, в 105 км севернее Шалон-ан-Шампани, в 24 км к северо-западу от Шарлевиль-Мезьера.

## Население
Население коммуны на 2008 год составляло 1073 человека.
| 1962 | 1968 | 1975 | 1982 | 1990 | 1999 | 2008 |
| ---- | ---- | ---- | ---- | ---- | ---- | ---- |
| 1023 | 1065 | 970  | 1024 | 916  | 902  | 1073 |

## Экономика
В 2007 году среди 695 человек в трудоспособном возрасте (15—64 лет) 456 были экономически активными, 239 — неактивными (показатель активности — 65,6 %, в 1999 году было 70,6 %). Из 456 активных работали 396 человек (242 мужчины и 154 женщины), безработных было 60 (26 мужчин и 34 женщины). Среди 239 неактивных 88 человек были учениками или студентами, 55 — пенсионерами, 96 были неактивными по другим причинам.

## Фотогалерея
- Мобер-Фонтен
- Церковь
- Мэрия
- Памятник погибшим в Первой мировой войне